# Modern Marvels
Modern Marvels é uma série de televisão do canal a cabo The History Channel. O programa centra-se na forma como as tecnologias afetam e são usadas na sociedade de hoje. Desde sua estreia, Modern Marvels produziu mais de 650 episódios de uma hora cada, cobrindo vários temas que envolvem ciência, tecnologia, eletrônica, mecânica, engenharia, arquitetura, indústria, produção em massa, fabricação e agricultura. Cada episódio geralmente discute a história e produção de vários itens relacionados; por exemplo, um episódio sobre bebidas destiladas discute a produção de Bourbon em Kentucky, uísque escocês na Escócia, e tequila no México.